# Emerson, Lake & Palmer (альбом)
Emerson, Lake & Palmer — дебютный студийный альбом английской рок-группы Emerson, Lake & Palmer, выпущенный в 1970 году. Занимает 9-е место в списке «25 лучших классических альбомов прогрессивного рока» по версии PopMatters.

## Об альбоме
Диск сразу принёс исполнителям известность, а антивоенная песня из него «Lucky Man» стала хитом по обе стороны Атлантики.
Как и многие последующие работы группы, этот альбом не является плодом полностью совместной работы участников — только в написании «The Barbarian» участвовали все трое.
Пластинка начинается с переработки написанного в 1911 году «Allegro Barbaro» Белы Бартока «The Barbarian» (с англ. — «варвар»). После этого идёт написанная Лейком баллада «Take a Pebble» (с англ. — «возьми камушек»), затем "Knife-Edge" — переработанная Эмерсоном «Симфониетта» Леоша Яначека, затем «The Three Fates» (с англ. — «три судьбы»), «Tank» (с англ. — «танк») — изначально эта композиция задумывалась как виртуозное барабанное соло Палмера, но позднее в звучание был добавлен синтезатор. И заканчивается альбом пронзительной балладой «Lucky Man» (с англ. — «везунчик») — о молодом парне, погибшем на бессмысленной войне. Примечательно, что эта песня была написана Лейком в юношестве и впоследствии благополучно забыта. Когда альбом был уже почти записан, выяснилось, что не хватает ещё по меньшей мере трёх минут, и тогда Лейку пришла в голову мысль о «везунчике». Песня была записана за 15 минут, причём соло Эмерсона на синтезаторе было записано с первого раза на абсолютной импровизации. Несмотря на такую казалось бы, спешку, песня приобрела огромную популярность у слушателей.

## Список композиций
1. The Barbarian (переработка музыки Белы Бартока, авторы — Эмерсон, Лейк, Палмер) — 4:27
2. Take a Pebble (Лейк, аранжировка — Эмерсон, Лейк, Палмер) — 12:32
3. Knife-Edge (переработка музыки Леоша Яначека, автор — Эмерсон, текст — Лейк, Фрайзер) — 5:04
4. The Three Fates — 7:46
  - Clotho Королевский фестивальный холл-Орган (Эмерсон)
  - Lachesis Фортепианное соло (Эмерсон)
  - Atropos Фортепианное трио (Эмерсон)
5. Tank  (Эмерсон, Палмер) — 6:49
6. Lucky Man  (Лейк) — 4:36

## Участники записи
- Кит Эмерсон — клавишные
- Грег Лейк — вокал, гитары, бас-гитара, тексты
- Карл Палмер — ударные
- Эдди Оффорд — звукорежиссёр

## Позиции в хит-парадах и сертификации
Еженедельные чарты:
| Год       | Хит-парад                                     | Высшая позиция | Пребывание |
| --------- | --------------------------------------------- | -------------- | ---------- |
| 1970—1971 | Австралия (Kent Music Report)                 | 9              | нет данных |
| 1970—1971 | Великобритания (UK Albums Chart)              | 4              | 28 недель  |
| 1970—1971 | Италия (Musica e dischi)                      | 20             | 1 неделя   |
| 1970—1971 | Канада (RPM Albums Chart)                     | 17             | 35 недель  |
| 1970—1971 | Нидерланды (Album Top 100)                    | 4              | 6 недель   |
| 1970—1971 | Норвегия (VG-lista)                           | 18             | 1 неделя   |
| 1970—1971 | США (Billboard 200)                           | 18             | 42 недели  |
| 1970—1971 | ФРГ (Offizielle Top 100)                      | 7              | 8 недель   |
| 1970—1971 | Япония (Oricon)                               | 66             | нет данных |
|           |                                               |                |            |
| 2012      | Бельгия/Валлония (Ultratop)                   | 114            | 1 неделя   |
|           |                                               |                |            |
| 2016      | Великобритания (UK Independent Albums Chart)  | 45             | 1 неделя   |
| 2016      | Великобритания (UK Rock & Metal Albums Chart) | 35             | 1 неделя   |

| Хит-парад (1971)                   | Позиция |
| ---------------------------------- | ------- |
| Италия (FIMI)                      | 69      |
| Нидерланды (Buma/Stemra)           | 46      |
| США (Billboard Top Popular Albums) | 25      |
| ФРГ (Offizielle Top 100)           | 16      |

| Регион                                                      | Сертификация | Продажи  |
| ----------------------------------------------------------- | ------------ | -------- |
| Великобритания (BPI)                                        | Золотой      | 100 000^ |
| США (RIAA)                                                  | Золотой      | 500 000^ |
| ^ Данные о тиражах приведены только на основе сертификации. |              |          |